# Kenan Muslimović
Kenan Muslimović (Vienna, 13 febbraio 1997) è un calciatore austriaco con cittadinanza bosniaca, attaccante dell'Amberg.

## Carriera
Ha giocato nella massima serie dei campionati bosniaco, serbo e bulgaro.

## Statistiche

### Presenze e reti nei club
Statistiche aggiornate al 19 ottobre 2022.
| Stagione                 | Squadra                  | Campionato               | Campionato | Campionato | Coppe nazionali | Coppe nazionali | Coppe nazionali | Coppe continentali | Coppe continentali | Coppe continentali | Altre coppe | Altre coppe | Altre coppe | Totale | Totale |
| Stagione                 | Squadra                  | Comp                     | Pres       | Reti       | Comp            | Pres            | Reti            | Comp               | Pres               | Reti               | Comp        | Pres        | Reti        | Pres   | Reti   |
| ------------------------ | ------------------------ | ------------------------ | ---------- | ---------- | --------------- | --------------- | --------------- | ------------------ | ------------------ | ------------------ | ----------- | ----------- | ----------- | ------ | ------ |
| gen.-lug. 2016           | Mladost D. Kakanj        | PL                       | 1          | 0          | CB              | 1               | 0               |                    | -                  | -                  |             | -           | -           | 2      | 0      |
| 2016-2017                | Novi Pazar               | SL                       | 11         | 0          | CS              | 0               | 0               |                    | -                  | -                  |             | -           | -           | 11     | 4      |
| gen.-lug. 2019           | Mladost D. Kakanj        | PL                       | 10         | 0          | CB              | 0               | 0               |                    | -                  | -                  |             | -           | -           | 10     | 0      |
| 2019-2020                | Lokomotiv Plovdiv        | A PFG                    | 2          | 1          | CB              | 1               | 0               | UEL                | 0                  | 0                  | SB          | 0           | 0           | 3      | 1      |
| 2020-2021                | Lokomotiv Plovdiv        | A PFG                    | 10         | 0          | CB              | 1               | 1               | UEL                | 0                  | 0                  | SB          | 0           | 0           | 11     | 1      |
| Totale Lokomotiv Plovdiv | Totale Lokomotiv Plovdiv | Totale Lokomotiv Plovdiv | 12         | 1          |                 | 2               | 1               |                    | 0                  | 0                  |             | 0           | 0           | 14     | 2      |
| 2021-feb. 2022           | Donaustauf               | OB                       | 20         | 7          | CG              | 0               | 0               |                    | -                  | -                  |             | -           | -           | 20     | 7      |
| feb.-giu. 2022           | Leoben                   | LL                       | 10         | 1          |                 | -               | -               |                    | -                  | -                  |             | -           | -           | 10     | 1      |
| 2022-2023                | DJK Ammerthal            | OB                       | 10         | 3          | CG              | 0               | 0               |                    | -                  | -                  |             | -           | -           | 10     | 3      |
| Totale carriera          | Totale carriera          | Totale carriera          | 74         | 11         |                 | 3               | 1               |                    | 0                  | 0                  |             | 0           | 0           | 77     | 12     |

## Palmarès

### Club

#### Competizioni nazionali
- Coppa di Bulgaria: 1

Lokomotiv Plovdiv: 2019-2020
- Supercoppa di Bulgaria: 1

Lokomotiv Plovdiv: 2020